# Somnath Hore
Pour les articles homonymes, voir Hore.
Somnath Hore (Chittagong, 1921 - Santiniketan, 2006) est un sculpteur et graveur indien. Ses croquis, sculptures et gravures étaient une réaction aux crises et événements historiques majeurs du Bengale du XXe siècle, tels que la famine du Bengale de 1943 et le mouvement de Tebhaga. Il a reçu l'honneur civil indien du Padma Bhushan.

## Biographie

### Jeunesse
Somnath Hore est né en 1921 à Chittagong, alors en Inde, mais aujourd'hui au Bangladesh. Il a perdu son père tôt et a été scolarisé avec l'aide de son oncle. Dans sa jeunesse, il s'est affilié au Parti communiste et ses idéologies socialistes ont influencé les premières phases de sa carrière artistique. C'est grâce au patronage actif du Parti communiste indien que Hore a été admis au Government Art College de Calcutta. Le graveur Haren Das présidait alors le département des arts plastiques et Hore a pu bénéficier de son enseignement.
En 1943, il rédige une documentation visuelle où il rend compte de la famine au Bengale pour le magazine du parti communiste Jannayuddha (« People's War »). Son passage à l'âge adulte en tant qu'artiste a coïncidé avec les troubles paysans de 1946 au Bengale, connus sous le nom de mouvement de Tebhaga. Hore devient alors un partisan de Chittaprosad Bhattacharya, propagandiste politique et graveur.

### Carrière
Somnath Hore apprend les techniques et les nuances de la gravure, en particulier la lithographie et la gravure en relief au sein du Government College of Art & Craft de Calcutta. Dans les années 1950, il est considéré comme le meilleur graveur en Inde[réf. nécessaire]. Hore invente et développe plusieurs techniques de gravure, dont sa technique d'impression à la pulpe, qu'il a utilisé pour produire sa série Wounds (« blessures »).
À la demande de Dinkar Kaushik , Hore est venu à Santiniketan pour diriger le département Graphisme et gravure. Somnath a passé la plus grande partie de sa vie à Santiniketan, où il a enseigné à Kala Bhavana, la faculté des arts de l'université Visva-Bharati. Il y devint un proche collaborateur du peintre et graveur K. G. Subramanyan et du sculpteur Ramkinkar Baij (en).
Somnath Hore commence à s'essayer à la sculpture dans les années 1970. Il travaille sur des figurines de bronze se contorsionnant en agonie à cause de la famine et de la guerre, qui deviennent des symboles de l'art moderne indien. L'une de ses plus grandes sculptures, Mother and Child, qui rend hommage aux souffrances des Viêt-namiens, a été dérobée alors qu'elle était conservée à Kala Bhavan, peu après avoir été achevée, et sa localisation demeure inconnue.
Il reçoit en 2015 l'honneur civil indien du Padma Bhushan.

### Mort et postérité
Somnath Hore meurt en 2006 à l'âge de 85 ans.
Il est abondamment représenté dans les collections de la National Gallery of Modern Art, à New Delhi.
À la suite de la mort de l'artiste, Gopal Krishna Gandhi (en) écrit dans The Daily Telegraph : « Somnath Hore était plus qu'un artiste. Il était un témoin du drame humain, mais un témoin avec la capacité de traduire ses témoignages en art. À une époque où le laïcisme, le socialisme et la paix peuvent être vus — ou détruits — comme SHIBBOLETHS, il les savait des besoins vitaux. À une époque où l'art peut devenir une pièce de théâtre dans les salons et les salles de vente, il le garde près de ses sources : sa sensibilité humaine. »
Pour sa part, l'historien de l’art R. Siva Kumar (en) écrit dans l’essai Somnath Hore: Un socialiste solitaire et un artiste moderniste : « Nous ne choisissons pas la souffrance et nous ne choisissons pas l’héroïsme. Mais la souffrance nous oblige souvent à être héroïque. Somnath Hore (1921-2006) était un artiste qui menait une vie tranquille et héroïque ; calme parce qu'il s'était toujours tenu à l'écart des regards du monde de l'art et héroïque parce qu'il avait choisi de rester à l'écart de la souffrance et de tenir fermement ses engagements politiques et thématiques, même s'il savait que cela signifiait demeurer seul. Il se tenait à l'écart du tumulte de l'art, non pas parce que l'art était une passion moindre pour lui, mais parce que la vie importait davantage et que l'art ne témoignait pas de la souffrance humaine, ne signifiait pas grand chose pour lui. Et la souffrance humaine était pour lui, en tant que communiste, non pas une situation existentielle — dans laquelle nous sommes tous nés (ou une visitation ou même un outil pour connaître Dieu comme il l'a été pour Van Gogh) —, mais quelque chose de systématiquement engendré socialement. » Il ajoute : « La famine et la révolte des métayers a pris une signification archétypale dans la vision de la réalité de Somnath Hore. Au cours de ces années, de nombreux autres événements tragiques ont eu lieu: les émeutes communautaires, la Partition, l'exode des minorités religieuses et la perte de leur maison par des millions de gens, y compris Somnath. Mais aucun d'entre eux ont trouvé une place dans son travail comparable à celui de la famine et la révolte paysanne, qui étaient pour lui des symboles de la condition humaine et les aspirations de ceux avec lesquels il s'est identifié. »

### Style
Au début des années 1950, les dessins de Hore et sa série de gravures sur bois Tebhaga montrent l'influence du réalisme socialiste chinois et de l'expressionnisme allemand. Il a également été influencé dans sa jeunesse par le style robuste de la graveuse allemande Käthe Kollwitz et du peintre expressionniste autrichien Oskar Kokoschka. Au fur et à mesure que l'artiste évoluait, ses dessins, en particulier ses figures humaines, se simplifiaient et apportaient des détails. Grâce à cette réduction, il a obtenu son style personnel de personnages tourmentés et souffrant, créés avec une utilisation magistrale de la ligne.
Ses sculptures montrent une approche similaire. Dans les années 1970, le parcours artistique de Somnath se termine par sa série Wounds Series of paper pulp prints, où il obtient un type d'abstraction unique sans sacrifier son traditionnel humanisme.